# Чемпіонат Європи з фігурного катання 2017
Чемпіонат Європи з фігурного катання 2017 проходив у чеській Остраві з 25 по 28 січня 2017 року на льду спортивного комплексу ČEZ Арена. Було розіграно комплекти нагород у чоловічому та жіночому одиночному катанні, парному катанні та танцях на льоду.

## Результати

### Медальний залік
| Місце   | Країна    | Золото | Срібло | Бронза | Загалом |
| ------- | --------- | ------ | ------ | ------ | ------- |
| 1       | Росія     | 2      | 2      | 2      | 6       |
| 2       | Франція   | 1      | 0      | 1      | 2       |
| 3       | Іспанія   | 1      | 0      | 0      | 1       |
| 4       | Італія    | 0      | 1      | 1      | 2       |
| 5       | Німеччина | 0      | 1      | 0      | 1       |
| Загалом | Загалом   | 4      | 4      | 4      | 12      |

### Медалісти
| Дисципліна                | Золото                               | Срібло                         | Бронза                             |
| ------------------------- | ------------------------------------ | ------------------------------ | ---------------------------------- |
| Чоловіче одиночне катання | Хав'єр Фернандес                     | Максим Ковтун                  | Михайло Коляда                     |
| Жіноче одиночне катання   | Євгенія Медведєва                    | Анна Погорілова                | Кароліна Костнер                   |
| Парне катання             | Євгенія Тарасова / Володимир Морозов | Альона Савченко / Бруно Массо  | Ванесса Джеймс / Морган Сіпре      |
| Танці на льоду            | Габріелла Пападакіс / Гійом Сізерон  | Анна Каппелліні / Лука Ланотте | Катерина Боброва / Дмитро Соловйов |